# اكادير نآيت ابراهيم (آيت علي)
اكادير نآيت إبراهيم هو دُوَّار يقع بجماعة دار الجامع، إقليم الحوز، جهة مراكش آسفي في المملكة المغربية. ينتمي الدوّار لمشيخة آيت علي التي تضم 28 دوار. يقدر عدد سكانه بـ 250 نسمة حسب الإحصاء الرسمي للسكان والسكنى لسنة 2004.

## روابط خارجية
- البوابة الوطنية للجماعات الترابية
- المندوبية السامية للتخطيط